# Oriol Mitjà i Villar
Oriol Mitjà i Villar (Arenys de Munt, 23 de juny de 1980) és un metge investigador català, especialitzat en medicina interna i malalties infeccioses i expert en malalties tropicals relacionades amb la pobresa. Entre 2010 i 2020, va desenvolupar des del centre mèdic de Lihir (Papua Nova Guinea) recerca sobre el diagnòstic i tractament de malalties infeccioses com el pian. El 2020, des de l'Institut de Recerca Germans Trias i Pujol, treballà contra la pandèmia de coronavirus que afecta el món d'ençà del novembre del 2019. Actualment, lidera recerques en el camp de les infeccions de transmissió comunitaria, com la sífilis i la verola del mico (mpox), tant a Catalunya com a l'Àfrica.

## Educació
Es va llicenciar en medicina a la Universitat de Barcelona el 2004, i va realitzar-hi la seva residència fins al 2010, especialitzat en medicina interna i malalties infeccioses a Barcelona i amb una diplomatura d'Higiene i Medicina Tropical a la London School of Hygiene & Tropical Medicine a Londres. El 2012 va acabar el doctorat a Barcelona amb la tesi «Estratègies per al control del pian i altres malalties tropicals desateses de les illes del Pacífic Sud», a partir dels seus treballs in situ a l'illa de Lihir, a Papua Nova Guinea.

## Activitat professional

### Erradicar el pian
Entre 2010 i 2020 va treballar a l'illa de Lihir, a Papua Nova Guinea, en una línia de recerca per al desenvolupament de noves estratègies per al diagnòstic i tractament de la infecció del pian. L'observació del gran nombre de nens afectats per la malaltia del pian, que arribava al 30% dels nens menors de quinze anys d'aquella comunitat, el va impulsar a fer recerca per trobar un remei més barat, assequible i fàcil d'administrar que el seguit fins aquell moment que estava basat en injeccions de penicil·lina, difícils d'administrar en un context de poblacions remotes i sense xarxa mèdica bàsica. Va demostrar que n'hi ha prou amb una dosi oral d'una pastilla d'azitromicina, un antibiòtic d'ús comú, per curar-la. Sobre aquesta demostració científica va publicar un estudi de referència a la revista The Lancet, l'any 2012, on demostrava l'eficàcia del tractament antimicrobià oral contra la malaltia de pian i que li va suposar el reconeixement de la comunitat científica.
L'Organització Mundial de la Salut va reconèixer la importància del descobriment i, el març de 2012, el va nomenar assessor de l'organització en matèria de malalties tropicals desateses, i li va encarregar l'elaboració de les noves recomanacions de l'OMS per al tractament, seguint una nova estratègia que va tenir com a objectiu la total erradicació de la malaltia en el 2020.
Segons Mitjà, el pian —que té uns efectes similars a la lepra— forma part de les malalties de la pobresa perquè afecta grups de població amb pocs recursos que mai no milloraran perquè les conseqüències de la mateixa malaltia limiten les capacitats físiques de les persones afectades i produeixen rebuig social. En paraules seves, «la malaltia comença on acaben els camins», ja que preval en llocs remots amb poc accés a la higiene i a la sanitat.

### Recerca sobre el nou coronavirus SARS-CoV-2
Entre el 2020 i el 2022, des de l'Institut de Recerca Germans Trias i Pujol, Mitjà va liderar estudis per avaluar l'eficàcia de teràpies per reduir el risc de contagi del SARS-CoV-2. Concretament, un dels assaigs clinics va demostrar que la hidroxicloroquina no reduïa el risc de desenvolupar la malaltia en persones exposades al virus.  També va coordinar assaigs sobre l'administració d'immunoglobulina anti-SARS-CoV-2, i sobre la transfusió de plasma convalescent, que tampoc van demostrar ser efectius.
Es va pronunciar repetidament a favor de la intensificació de l'estratègia de prevenció i contenció de la SARS-CoV-2 i va sol·licitar el confinament total a Espanya durant el mes de març de 2020. Va ser  coordinador de la redacció d'un informe d'experts encarregat pel Govern de Catalunya, que va lliurar el 21 d'abril de 2020, i va assessorat el govern d'Andorra per dissenyar mesures adients per a contenir l'expansió del virus a la vall.
Recerca en Mpox i Sífilis
Des del 2022, ha liderat estudis sobre la verola del mico (mpox), establint una xarxa internacional per descriure les seves manifestacions clíniques i la protecció vacunal. Actualment, treballa en el desenvolupament de nous tractaments per a la sífilis en adults, la sífilis congènita i la neurosífilis, incloent assaigs clínics amb linezolid com a alternativa a la penicil·lina.

## Reconeixements
Com a resultat de la publicació a The Lancet de l'estudi esmentat en matèria de pian, l'any 2012 va rebre el premi de la fundació suïssa Anne-Maurer Cecchini. El 2013 va rebre el premi de la Fundació Príncep de Girona en Recerca Científica per «la seva dedicació exemplar en el camp del tractament de malalties infecciones endèmiques en països en desenvolupament i pel gran impacte internacional del seu treball orientat a erradicar la malaltia de pian del planeta». El 2015 es va fer un documental sobre el seu treball d'investigació anomenat «On acaben els camins» (Where the roads end, en la versió original) dirigit per Noemí Cuní i David Fontseca. L'any 2016 va rebre el premi Català de l'Any i l'any 2017 va rebre dos premis relacionats amb la pau: el de l'Associació per a les Nacions Unides a Espanya i el Premi Internacional Alfonso Comín, en reconeixement de la seva tasca en pro de la millora de les condicions de vida dels pobles afectats per la malaltia. Al 2019 va rebre la beca Starting Grant i el 2024 la beca Consolidator Grant, ambdues del Consell Europeu d'Investigació (European Research Council) que s'atorguen a l'excel·lència científica.

## Publicacions destacades
- Mitjà, Oriol; Hays, Russell; Ipai, Anthony; Penias, Moses; Paru, Raymond «Single-dose azithromycin versus benzathine benzylpenicillin for treatment of yaws in children in Papua New Guinea: an open-label, non-inferiority, randomised trial» (en anglès). The Lancet, 379, 9813, 1-2012, pàg. 342–347. DOI: 10.1016/S0140-6736(11)61624-3. PMID: 22240407.
- Mitjà, Oriol; Houinei, Wendy; Moses, Penias; Kapa, August; Paru, Raymond «Mass Treatment with Single-Dose Azithromycin for Yaws» (en anglès). New England Journal of Medicine, 372, 8, 19-02-2015, pàg. 703–710. DOI: 10.1056/NEJMoa1408586. ISSN: 0028-4793. PMID: 25693010.
- Mitjà, Oriol; Suñer, Clara; Alemany, Andrea; Ubals, Maria; Corbacho-Monné, Marc «A Cluster-Randomized Trial of Hydroxychloroquine for Prevention of Covid-19» (en anglès). New England Journal of Medicine, 384, 5, 04-02-2021, pàg. 417-427. DOI: 10.1056/NEJMoa2021801.

### No ficció
- A cor obert (2021)[23]
- El món que ens espera (2022)[24]